# Enshin

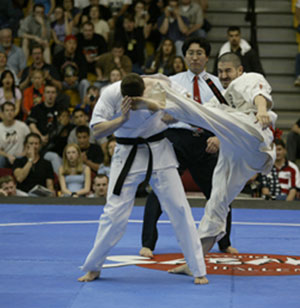
Enshin

Enshin kaikan (円心会館?) är en karatestil, en form av fullkontaktskarate, som grundlades av Joko Ninomiya, utvecklad ur Ashihara karate.